# Colombiakonflikten
Colombiakonflikten eller colombianska inbördeskriget, är en väpnad konflikt som pågår mellan Colombias regering och vänstergerillor som FARC och ELN, samt högerpolitiskt inriktade paramilitärer som Águilas Negras. Konflikten tog sin början mellan 1964 och 1966, då FARC och senare ELN (Ejército de Liberación Nacional) grundades och startade gerillaupproret mot den colombianska regeringen.  
Upproret började som en motreaktion från en tidigare konflikt känd som La Violencia, som hade startats i och med mordet på den politiske ledaren Jorge Eliécer Gaitán 1948. 
De olika arméförbandens mål mot den civila och offentliga infrastrukturen, ledde både till skapandet av gerillorna och av paramilitära grupper som stred emot dem. Efter Sovjetunionens fall, spridandet av den illegala droghandeln, drogkarteller och den USA-stödda War on Drugs skärptes intensiteten av konflikten och kom att dra med alla inblandade.
En del historiker och analytiker ser La Violencia och den pågående konflikten som två olika faser av samma våldsamheter som pågått sedan mordet på Gaitán, medan andra ser dem som två konflikter helt oberoende av varandra.

## Bakgrund och tidigare händelser
Sedan Colombias självständighet har landet inte varit fritt från partipolitiskt våld, vilket visat sig i flera inbördeskrig som uppstått under 1800-talet och kulminerade i Tusendagarskriget (1899–1902).
Mellan åren 1902 och 1948 åtnjöt Colombia ett relativt lugn, först under de konservativa regeringarnas maktställning (1886–1930) och sedan under de liberala reformvänliga presidenterna (1930–1946). Men utan tvivel förekom även under hela denna period händelser med politiskt våld i olika regioner .
Den 9 april 1948, då en konservativ regering ledd av Mariano Ospina Pérez var vid makten, mördades den liberale ledaren Jorge Eliécer Gaitán i Bogotá. Även om mordet inte hade något tydligt partipolitiskt motiv, orsakade detta en våldsam folklig resning, känd som Bogotazo, eftersom Bogotá var den plats där reaktionerna var som starkast, men våldsamheter av olika styrka spred sig i stora delar av landet.
Ospina Pérez’ regering lyckades kontrollera situationen och satt hela sin mandatperiod ut 1950. I valet 1950 deltog inte det liberala partiet i Colombia på grund av bristande säkerhet. Detta underlättade det konservativa partiets seger under ledning av Laureano Gómez. Denne fortsatte att förbättrade sin föregångares säkerhetspolitik som hade skapats inför det partipolitiska våldet men som inte hade inneburit förhandlingar med el Partido Liberal.
El Partido Liberal tog, inte utan interna stridigheter, beslutet att stödja gerillan för att motsätta sig den militära makten under Gómez regering. Förutom de liberala gerillagrupperna, som främst opererade i Llanos Orientales, uppstod i flera regioner olika beväpnade irreguljära grupper, såväl grupper som stödde regeringen som grupper med medlemmar från kommunistiska partiet, bland annat.
Misslyckandet med den officiella politiken och den misstro som uppstod på grund av Gómez personliga attityd gjorde att han förlorade stöd från större delen av sitt eget parti, och 1953 gav den politiska grupperna sitt stöd till militären för att göra en statskupp. Makten övertogs av generalen Gustavo Rojas Pinilla.
Rojas Pinilla sökte närma sig de liberala gerillagrupperna och lovade dem amnesti. Största delen av grupperna godtog villkoren och demobiliserade, vilket kraftigt reducerade våldets omfattning. Mord på några av ledarna bidrog dock till att skapa misstro inom olika beväpnade grupper vilka fortsatte i det fördolda. Några av grupperna bildade ”oberoende republiker” där man bar vapen och man företog ibland överfall, strejker och begränsade beväpnade aktioner i närliggande områden.
När landets politiska ledning och de sociala grupperna som var motståndare till regimen ansåg att regeringen Rojas Pinilla borde avgå och inte förnya sitt mandat för ytterligare fyra år, stödde man en strejk som tvingade fram general Rojas Pinillas avgång. Makten övertogs av en militär övergångssjunta under tiden som man planerade att återknyta till republikens traditionella demokratiska politiska system.
Ledarna för det liberala och det konservativa partierna kom slutligen överens om att man under en ny transitionsperiod som skulle sträcka sig över de närmaste fyra perioderna (16 år) skulle alternera vid makten. Systemet kallades för den Nationella fronten, och skapades som en form för att få samförstånd mellan de två partierna och undvika att det politiska våldet upprepade sig.
El Frente Nacional lyckades med detta, men med tiden blev det också klart att systemet i praktiken var ett hinder för andra grupper att delta än de två traditionella partierna, och också för interna oliktänkande.

## Konfliktens utveckling
Under Guillermo León Valencias, Nationella frontens andra president, regering (1962–1966) och inför oron av att det fanns några så kallade "oberoende republiker" i det inre av landet, beordrade presidenten armén att underkuva dessa och återställa regeringens auktoritet där.
En av dessa republiker, belägen i Marquetalia, lyckades överleva arméns belägring och ledarna som tillhörde såväl de liberala som kommunisterna, och bland vilka befann sig Pedro Marín, alias Manuel Marulanda, lyckades fly tillsammans med en stor del av sina trupper, totalt mellan tjugo och fyrtio män. Händelsen uppmärksammades av några studentledare, som till sist anslöt sig till Marulandagruppen och bildade Fuerzas Armadas Revolucionarias de Colombia (FARC), tillsammans med en del av det kommunistiska partiet.

### Brott mot mänskliga rättigheter
Under de belägringstillstånd som varade större delen av tiden fram till 1982 användes tortyr regelmässigt på alla militära förhörscentraler, Civila fängslades och förhördes av både militärens och polisens underrättelseavdelningar på militära häktningscentraler, och under fältoperationer mot misstänkta rebeller på landsbygden.
Sedan belägringstillståndet hävdes i mars 1982 skedde betydelsefulla förbättringar när det gäller behandlingen av politiska fångar. Tortyr fortsatte emellertid regelmässigt under perioder då politiska fångar hölls isolerade i väntan på ett första domstolsförhör och förflyttning till internering i fängelse. Tortyr utövades både i polisens och militärens häkten. 
Trots regeringens uttalade engagemang för mänskliga rättigheter ses enligt Amnestys årliga rapport från 2012  mycket små konkreta förbättringar när det gäller dessa rättigheter. Övergrepp har fortsatt mot civilpersoner, särskilt ursprungsbefolkningar, Afro-ättlingar, bönder, människorättsaktivister, lokala ledare och fackföreningsmedlemmar. Lagen om återlämning av mark 2012 var ett viktigt steg när det gällde att erkänna rättigheterna för många av offren för konflikten, men hot mot och mord på dem som arbetar för att stulen mark verkligen ska återlämnas gör, att genomförandet av lagen hindras.

### Fredsavtalet
I september 2016, efter 52 års konfilkt, skrev FARC och Colombias regering på ett fredsavtal. Fredsavtalet innehöll sex olika stycken som bland annat behandlar markägande, att FARC ska få möjlighet att delta politiskt samt hur gerillans vapen ska samlas in. Samma år fick Colombias president Juan Manuel Santos Nobels fredspris för hans beslutsamma ansträngning att skapa fred i sitt land.
I augusti 2018 blev Iván Duque ny president i Colombia.  Den nya högerkonservativa presidenten vann det första presidentvalet som ordnats i landet efter fredsavtalet med vänstergerillagruppen FARC år 2015. Fredsavtalet innebar i praktiken ett slut på 50 år av inbördeskrig och möjliggjorde att gerillan formades om till ett politiskt parti. Duque sade att den andra vänstergerillan i Colombia, ELN, skulle förbereda sig på att fredsförhandlingarna kommer att bli tuffare än under Santos tid vid rodret.